# Pedro Suárez-Vértiz
Pedro Martín José María Suárez-Vértiz Alva (Callao, 13 de febrer de 1969 - Lima, 28 de desembre de 2023) fou un músic, cantant, compositor, productor i escriptor peruà. Després de pertànyer al grup Arena Hash, amb qui va realitzar dos discos, va començar la seva carrera com a solista i va llançar amb èxit els discos (No existen) Técnicas para olvidar (1993), Póntelo en la lengua (1996), Degeneración actual (1999), Play (2004), Talk Show (2006), Amazones (2009), Amazonas Uncut (2010), Ponerme a volar (2011) El Encuentro (2014) i Cuando pienses en volver (2014).

## Primers anys
Fill del pintor Hernando Suárez-Vértiz i Rosa Alva, va néixer el 13 de febrer del 1969, a l'Hospital Naval del Callao, ja que la seva mare i avi matern van pertànyer a la Marina de Guerra del Perú. Era el germà gran del músic Patricio Suárez-Vértiz. Va passar tota la seva infància i adolescència en San Isidro (Lima), davant del parc El Olivar.
A l'any, Pedro alineava els ornaments de casa com un xilòfon i els colpejava amb una vareta per treure'ls melodies. El seu pare li va comprar immediatament una vella celesta Dulcitone, el seu primer instrument musical. Després de diversos anys se li va poder comprar un piano.
A 9 anys, al Col·legi Maria Reina, el 1978, va compondre pel Dia de la Mare un relat sobre les reflexions sobre el néixer. Ja a secundària els seus escrits van començar a sonar, en formar una primera banda amb el seu germà i amics anomenada Paranoia. Posteriorment, va formar el grup Arena Hash, en el qual tocava la guitarra, componia i cantava totes les cançons.
Paral·lelament a la seva carrera musical amb Arena Hash, va ingressar a la Universitat de Lima i va triar la carrera de ciències de la comunicació, la qual va culminar amb una extensa tesi sobre el fenomen del lideratge, graduant-se als 21 anys en l'especialitat de ràdio, cinema i televisió.

## Carrera artística

### Arena Hash
Pedro Suárez-Vértiz va formar amb el seu germà Patricio Suárez-Vértiz el seu primer grup al que van assignar Paranoia. Poc temps després, als 17 anys, va ser gestor de la banda Arena Hash el 1985 i va signar amb el segell discogràfic CBS tres anys més tard. El grup va llançar dos reeixits discos: Arena Hash (1988) i Ah Ah Ah (1991).

### Carrera com a solista
Després dels dos discos compostos amb Arena Hash, decideix llançar-se com solista. El 1993, va llançar el seu primer disc com a solista titulat (No existen) técnicas para olvidar amb temes com " Cuéntame ", " Globus de gas" i la balada "Em vaig elevar ". Gràcies a aquest disc va obtenir un contracte amb Sony Music - Miami.
El 1997, va llançar el seu segon disc titulat Pontelo en la lengua amb temes com "Els globus del cel", "El meu acte era una granota" i "M'estic enamorant". El disc va superar les 40 mil còpies venudes i va obtenir Triple Disc de Platí. El tema "El meu acte era una granota" va musicalitzar la pel·lícula peruana No l'hi diguis a ningú (pel·lícula de 1998), mentre que "Me estoy enamorando" va ser el característic de la telenovel·la xilena A Todo Dar, realitzada per Mega (canal de televisió) el 1998. En aquest mateix any, després de la Super Fira de la Molina (Juliol), una cadena de televisió va realitzar un especial anomenat "Hecho en el Perú", en la seva segona edició, aquest cop amb el rock, per la qual cosa Pedro va formar un minigrup amb Patricio Suárez-Vértiz, German Gonzales i Anna Carina.
El 1999, va llançar la seva tercera producció titulada Degeneració actual, en la qual figuren temes com "Degeneració actual", "Un vino y una cerbesa", "Alguien que bese como tu" i "El tren sexual". Els temes es van escoltar a l'Equador, Colòmbia, Xile, Panamà, Hondures, El Salvador, Guatemala, Estats Units, Mèxic, Països Baixos i Japó, països als quals va viatjar per donar concerts.
El 2003, va llançar el seu primer disc de grans èxits titulat Anècdotes, on recopila els èxits dels seus tres primers discos. Per a la seva següent producció, va acabar la seva relació amb Sony Music i llança amb el seu propi segell Solver Label el disc Play (2004), on destaquen els temes "Ballar", "El vaig oblidar " i " Quan pensis en tornar". El 2005, el seu tema " El Triomf tan Somiat "va ser l'himne de la Copa Mundial de Futbol Sub - 17 que es va celebrar a Perú, que després s'inclouria en la seva següent producció discogràfica.
El 2006, va llançar el seu disc Talk Show, amb temes com "No llores más morena" i "Como las mariposas", el qual es va incloure en la banda sonora de la pel·lícula Talk Show. El 2007, va llançar el seu segon disc recopilatori on repassa els èxits dels àlbums Play (2004) i Talk Show (2006). Per a aquest disc Pedro signa amb la disquera Warner Music (Espanya).
El 2009, Pedro Suárez-Vértiz va presentar Amazones, sota la producció de Thom Russo. Aquesta va ser gravada entre Los Angeles i Londres. Com a primer senzill llança el tema " Amazonas ", cançó llatina representativa d'Expo - Saragossa '08. La cançó, a més, va identificar la campanya " Reciclar Mou el Món " de l'Ajuntament de Madrid a Espanya amb motiu del "Dia Mundial del Medi Ambient". El segon senzill, "Nadia", cançó que va interpretar a duo amb el tenor peruà Juan Diego Flórez, tema que al novembre entra al Billboard entre les 50 millors cançons.
El 2010, va realitzar una gira per l'interior del país, els Estats Units i Espanya. El mateix any, Suárez-Vértiz va llançar Amazones Uncut, edició especial del seu anterior disc.
El 2011, va realitzar presentacions a Madrid i a les ciutats italianes Milà i Roma.
El 2012, va tenir una participació especial en el videoclip "Em Vaig cansar " de la cantant peruana Anna Carina.
El 2013, Suárez-Vértiz i Gian Marc van gravar l'àlbum recopilatori La trobada que conté 16 temes, acompanyat d'un llibre de gastronomia, el qual ha estat editat per una agència bancària per als seus clients.
El 2014, va produir l'esdeveniment " Quan pensis en tornar" un homenatge a la seva música amb la presència de molts artistes peruans i internacionals.

### Vida personal
Perdro va estar casat amb Cynthia Martínez, amb qui va tenir 3 fills. Des de l'any 2011, Pedro Suarez-Vertiz va manifestar una evident mala dicció. El mateix va explicar que era producte d'un desordre nerviós muscular, que s'evidencia amb l'edat, sumat a un dèficit d'atenció crònic que ho fa lluir extremadament distret i enredat en parlar. Això afecta en forma important el seu cant.
Pere va declarar penedir-se d' haver proclamat el seu defecte, ja que només va provocar l'atenció sobre aquest. Ha reduït les seves entrevistes i ha augmentat els seus xous perquè se li ha recomanat cantar com a teràpia rehabilitadora.El 2013, allunyat dels escenaris. va publicar el seu primer llibre, «Jo Pedro».
Al març del 2010, Pedro Suárez-Vértiz va rebre la més alta distinció musical que hi ha al seu país, les "Palmes Musicals Eduardo Márquez Talledo", atorgada per l'Associació d'Autors i Compositors del Perú, només rebuda anteriorment i de manera honorífica pel president del Perú Alan García Pérez.
Discos d'or, Doble platí i Triple platí (Coperf - Sony Music).
Artista de l'Any durant 04 anys consecutius segons Diari El Comerç (Perú).
Al setembre de 2010, va ser premiat en el Hylton Performing Arts Center de Washington amb el guardó Save the planet, en reconeixement de la seva tasca musical i benèfica cap al medi ambient.
Al novembre de 2012, rep una medalla commemorativa pels 50 anys de la Universitat de Lima, en homenatge a la seva trajectòria musical.
Portaveu campanya contra la desnutrició al Perú a través del projecte del Programa Mundial d'Aliments de les Nacions Unides i Nutrinet.
Portaveu d'United Way Perú programa que vetlla per millorar la qualitat de vida de nens pre-escolars.
Reconegut com un dels peruans que honren al seu país al món per l'empresa d'Editors i Consultors que publica el llibre The Incas Golden Book 2010.

### Altres
L'octubre del 2010, el diari més llegit d'Espanya, "20 minutos", va triar a Pedro Suárez-Vértiz com "L'home més bell del Perú". Jaime Bayly, considera a Pedro Suárez-Vertiz el músic més talentós del seu país i el va anomenar el Bob Dylan peruà.